# Angela Scoular
Angela Margaret Scoular, född 8 november 1945 i London, död 11 april 2011 i samma stad, var en brittisk skådespelerska.

## Rollista i urval
- 1967 – Casino Royale
- 1967 – Grevinnan från Hongkong
- 1968 – Brudar på hjärnan
- 1968 – Katarina den stora
- 1968 – The Avengers (TV-serie)
- 1969 – I hennes majestäts hemliga tjänst
- 1975 – Coronation Street (TV-serie)
- 1976 – Den sexglade taxichauffören
- 1988–1993 – You Rang, M'Lord? (TV-serie)